# Lista odcinków serialu Wrogie niebo
Poniżej znajduje się lista odcinków serialu telewizyjnego Wrogie niebo – emitowanego przez amerykańską stację telewizyjną  TNT od 19 czerwca 2011. W Polsce emitowany był od 22 kwietnia 2012 roku do 2 lutego 2015 roku przez SciFi Universal. Piąty sezon Wrogie niebo będzie emitowany przez TNT Polska od 1 kwietnia  do 14 kwietnia 2016 roku
| Sezon | Sezon | Odcinki | Oryginalna emisja | Oryginalna emisja | Oryginalna emisja | Oryginalna emisja | Oryginalna emisja |
| Sezon | Sezon | Odcinki | Premiera sezonu   | Finał sezonu      | Premiera sezonu   | Finał sezonu      |                   |
| ----- | ----- | ------- | ----------------- | ----------------- | ----------------- | ----------------- | ----------------- |
|       | 1     | 10      | 19 czerwca 2011   | 7 sierpnia 2011   | 22 kwietnia 2012  | 17 czerwca 2012   |                   |
|       | 2     | 10      | 17 czerwca 2012   | 19 sierpnia 2012  | 10 kwietnia 2013  | 12 czerwca 2013   |                   |
|       | 3     | 10      | 9 czerwca2013     | 4 sierpnia 2013   | 9 kwietnia 2014   | 11 czerwca 2014   |                   |
|       | 4     | 12      | 22 czerwca 2014   | 31 sierpnia 2014  | 3 listopada 2014  | 2 lutego 2015     |                   |
|       | 5     | 10      | 28 czerwca 2015   | 30 sierpnia 2015  | 1 kwietnia 2016   | 14 kwietnia 2016  |                   |

## Sezon 1 (2011)
| Nr | #  | Tytuł              | Polski tytuł       | Reżyseria            | Scenariusz             | Premiera TNT    | Premiera SciFi Universal |
| -- | -- | ------------------ | ------------------ | -------------------- | ---------------------- | --------------- | ------------------------ |
| 1  | 1  | Live and Learn     | Bolesna lekcja     | Carl Franklin        | Robert Rodat           | 19 czerwca 2011 | 22 kwietnia 2012         |
| 2  | 2  | The Armory         | Arsenał            | Greg Beeman          | Graham Yost            | 19 czerwca 2011 | 22 kwietnia 2012         |
| 3  | 3  | Prisoner of War    | Więzień wojenny    | Greg Beeman          | Fred Golan             | 26 czerwca 2011 | 29 kwietnia 2012         |
| 4  | 4  | Grace              | Chwila wytchnienia | Fred Toye            | Melinda Hsu Taylor     | 3 lipca 2011    | 6 maja 2012              |
| 5  | 5  | Silent Kill        | Cichaśmierć        | Fred Toye            | Joe Weisberg           | 10 lipca 2011   | 13 maja 2012             |
| 6  | 6  | Sanctuary część 1  | Azyl część1        | Sergio Mimica-Gezzan | Joel Anderson Thompson | 17 lipca 2011   | 20 maja 2012             |
| 7  | 7  | Sanctuary część 2  | Azyl część 2       | Sergio Mimica-Gezzan | Melinda Hsu Taylor     | 24 lipca 2011   | 27 maja 2012             |
| 8  | 8  | What Hides Beneath | Ukryte fakty       | Anthony Hemingway    | Mark Verheiden         | 31 lipca 2011   | 3 czerwca 2012           |
| 9  | 9  | Mutiny             | Bunt               | Holly Dale           | Joe Weisberg           | 7 sierpnia 2011 | 10 czerwca 2012          |
| 10 | 10 | Eight Hours        | Osiem godzin       | Greg Beeman          | Mark Verheiden         | 7 sierpnia 2011 | 17 czerwca 2012          |

## Sezon 2 (2012)
Premierowe odcinki 2 sezonu był w Polsce emitowane od 10 kwietnia 2013 roku.
| Nr | #  | Tytuł                          | Polski tytuł              | Reżyseria        | Scenariusz                                        | Premiera TNT     | Premiera SciFi Universal |
| -- | -- | ------------------------------ | ------------------------- | ---------------- | ------------------------------------------------- | ---------------- | ------------------------ |
| 11 | 1  | Worlds Apart                   | Różne światy              | Greg Beeman      | Mark Verheiden                                    | 17 czerwca 2012  | 10 kwietnia 2013         |
| 12 | 2  | Shall We Gather at the River   | Przeprawa                 | Greg Beeman      | Bradley Thompson & David Weddle                   | 17 czerwca 2012  | 17 kwietnia 2013         |
| 13 | 3  | Compass                        | Kompas                    | Michael Katleman | Bryan Oh                                          | 24 czerwca 2012  | 24 kwietnia 2013         |
| 14 | 4  | Young Bloods                   | Młode wilki               | Miguel Sapochnik | Heather V. Regnier                                | 1 lipca 2012     | 1 maja 2013              |
| 15 | 5  | Love and Other Acts of Courage | Miłość i inne akty odwagi | John Dahl        | Joe Weisberg                                      | 8 lipca 2012     | 8 maja 2013              |
| 16 | 6  | Homecoming                     | Powrót do domu            | Greg Beeman      | Bryan Oh                                          | 15 lipca 2012    | 15 maja 2013             |
| 17 | 7  | Molon Labe                     | Molon Labe                | Holly Dale       | Bradley Thompson & David Weddle                   | 22 lipca 2012    | 22 maja 2013             |
| 18 | 8  | Death March                    | Marsz śmierci             | Seith Mann       | Heather V. Regnier                                | 5 sierpnia 2012  | 29 maja 2013             |
| 19 | 9  | The Price of Greatness         | Cena wielkości            | Adam Kane        | Mark Verheiden                                    | 12 sierpnia 2012 | 5 czerwca 2013           |
| 20 | 10 | A More Perfect Union           | Doskonalsza unia          | Greg Beeman      | Remi Aubuchon and Bradley Thompson & David Weddle | 19 sierpnia 2012 | 12 czerwca 2013          |

## Sezon 3 (2013)
W Polsce 3 sezon Wrogiego nieba będzie emitowany od 9 kwietnia 2014 roku na kanale Scifi Universal.
| Nr | #  | Tytuł                  | Polski tytuł          | Reżyseria            | Scenariusz                                 | Premiera TNT    | Premiera SciFi Universal |
| -- | -- | ---------------------- | --------------------- | -------------------- | ------------------------------------------ | --------------- | ------------------------ |
| 21 | 1  | On Thin Ice            | Na cienkim lodzie     | Greg Beeman          | Remi Aubuchon                              | 9 czerwca 2013  | 9 kwietnia 2014          |
| 22 | 2  | Collateral Damage      | Straty uboczne        | James Marshall       | Bradley Thompson, David Weddle             | 9 czerwca 2013  | 16 kwietnia 2014         |
| 23 | 3  | Badlands               | Pustkowie             | David Solomon        | John Wirth                                 | 16 czerwca 2013 | 23 kwietnia 2014         |
| 24 | 4  | At All Costs           | Za wszelką cenę       | Greg Beeman          | Heather V. Regnier                         | 23 czerwca 2013 | 30 kwietnia 2014         |
| 25 | 5  | Search and Recovery    | Akcja ratunkowa       | Sergio Mimica-Gezzan | Jordan Rosenberg                           | 30 czerwca 2013 | 7 maja 2014              |
| 26 | 6  | Be Silent and Come Out | Milcz i wyjdź z nieba | Adam Kane            | Bradley Thompson, David Weddle, John Wirth | 7 lipca 2013    | 14 maja 2014             |
| 27 | 7  | The Pickett Line       | Kłopoty z Pickettami  | Sergio Mimica-Gezzan | Heather V. Regnier, Jordan Rosenberg       | 14 lipca 2013   | 21 maja 2014             |
| 28 | 8  | Strange Brew           | Dziwny świat          | David Solomon        | John Wirth                                 | 21 lipca 2013   | 28 maja 2014             |
| 29 | 9  | Journey to Xibalba     | Wyprawa do Xibalby    | Jonathan Frakes      | Bradley Thompson, David Weddle             | 28 lipca 2013   | 4 czerwca 2014           |
| 30 | 10 | Brazil                 | Brazylia              | Greg Beeman          | Remi Aubuchon                              | 4 sierpnia 2013 | 11 czerwca 2014          |

## Sezon 4 (2014)
Stacja TNT oficjalnie zamówiła 4 sezon Wrogiego nieba, którego premiera przewidziana jest na lato 2014 roku.
| Nr | #  | Tytuł                   | Polski tytuł                 | Reżyseria            | Scenariusz                    | Premiera TNT     | Premiera SciFi Universal |
| -- | -- | ----------------------- | ---------------------------- | -------------------- | ----------------------------- | ---------------- | ------------------------ |
| 31 | 1  | Ghost in the Machine    | Duch w maszynie              | Greg Beeman          | David Eick                    | 22 czerwca 2014  | 3 listopada 2014         |
| 32 | 2  | The Eye                 | Oko                          | Sergio Mimica-Gezzan | Carol Barbee                  | 29 czerwca 2014  | 10 listopada 2014        |
| 33 | 3  | Exodus                  | Ucieczka                     | Mikael Salomon       | Josh Pate                     | 6 lipca 2014     | 17 listopada 2014        |
| 34 | 4  | Evolve or Die           | Ewolucyjna ucieczka          | Bill Eagles          | M. Raven Metzner              | 13 lipca 2014    | 24 listopada 2014        |
| 35 | 5  | Mind Wars               | Wojna psychologiczna         | Nathaniel Goodman    | Bruce Marshall Romans         | 20 lipca 2014    | 1 grudnia 2014           |
| 36 | 6  | Door Number Three       | Trzecia opcja                | Jonathan Frakes      | Melissa Glenn                 | 27 lipca 2014    | 8 grudnia 2014           |
| 37 | 7  | Saturday Night Massacre | Masakra sobotniej nocy       | Olatunde Osunsanmi   | David Weddle Bradley Thompson | 3 sierpnia 2014  | 15 grudnia 2014          |
| 38 | 8  | A Thing With Feathers   | Nadzieja                     | David Solomon        | Ryan Mottesheard              | 10 sierpnia 2014 | 5 stycznia 2015          |
| 39 | 9  | Till Death Do Us Part   | Póki śmierć nas nie rozłączy | Greg Beeman          | Carol Barbee                  | 17 sierpnia 2014 | 12 stycznia 2015         |
| 40 | 10 | Drawing Straws          | Najkrótsza słomka            | Adam Kane            | Josh Pate                     | 24 sierpnia 2014 | 19 stycznia 2015         |
| 41 | 11 | Space Oddity            | Kosmiczna anomalia           | Olatunde Osunsanmi   | M. Raven Metzner              | 31 sierpnia 2014 | 26 stycznia 2015         |
| 42 | 12 | Shoot the Moon          | Najwyższa stawka             | Greg Beeman          | David Eick                    | 31 sierpnia 2014 | 2 lutego 2015            |

## Sezon 5 (2015)
| Nr | #  | Tytuł                       | Polski tytuł           | Reżyseria          | Scenariusz        | Premiera TNT     | Premiera TNT Polska |
| -- | -- | --------------------------- | ---------------------- | ------------------ | ----------------- | ---------------- | ------------------- |
| 43 | 1  | Find Your Warrior           | Wojownik               | Olatunde Osunsanmi | David Eick        | 28 czerwca 2015  | 1 kwietnia 2016     |
| 44 | 2  | Hunger Pains                | Głód                   | Olatunde Osunsanmi | Marc Dube         | 5 lipca 2015     | 4 kwietnia 2016     |
| 45 | 3  | Hatchlings                  | Wylęgarnia             | Robert Lieberman   | Jonathan Glassner | 12 lipca 2015    | 5 kwietnia 2016     |
| 46 | 4  | Pope Breaks Bad             | Mroczne oblicze Pope'a | Peter Leto         | Jack Kenny        | 19 lipca 2015    | 6 kwietnia 2016     |
| 47 | 5  | Non-Essential Personnel     | Personel niekluczowy   | Olatunde Osunsanmi | Jim Barnes        | 26 lipca 2015    | 7 kwietnia 2016     |
| 48 | 6  | Respite                     | Chwila wytchnienia     | Jonathan Frakes    | Ayanna A. Floyd   | 2 sierpnia 2015  | 8 kwietnia 2016     |
| 49 | 7  | Everybody Has Their Reasons | Każdy ma swoje powody  | Matt Earl Beesley  | Ryan Mottesheard  | 9 sierpnia 2015  | 11 kwietnia 2016    |
| 50 | 8  | Stalag 14th Virginia        | Obóz jeniecki          | Noah Wyle          | Jack Kenny        | 16 sierpnia 2015 | 12 kwietnia 2016    |
| 51 | 9  | Reunion                     | Ponowne spotkanie      | Brad Turner        | Marc Dube         | 23 sierpnia 2015 | 13 kwietnia 2016    |
| 52 | 10 | Reborn                      | Odrodzenie             | Olatunde Osunsanmi | David Eick        | 30 sierpnia 2015 | 14 kwietnia 2016    |